# Erschlagen des Feindes (Ägypten)

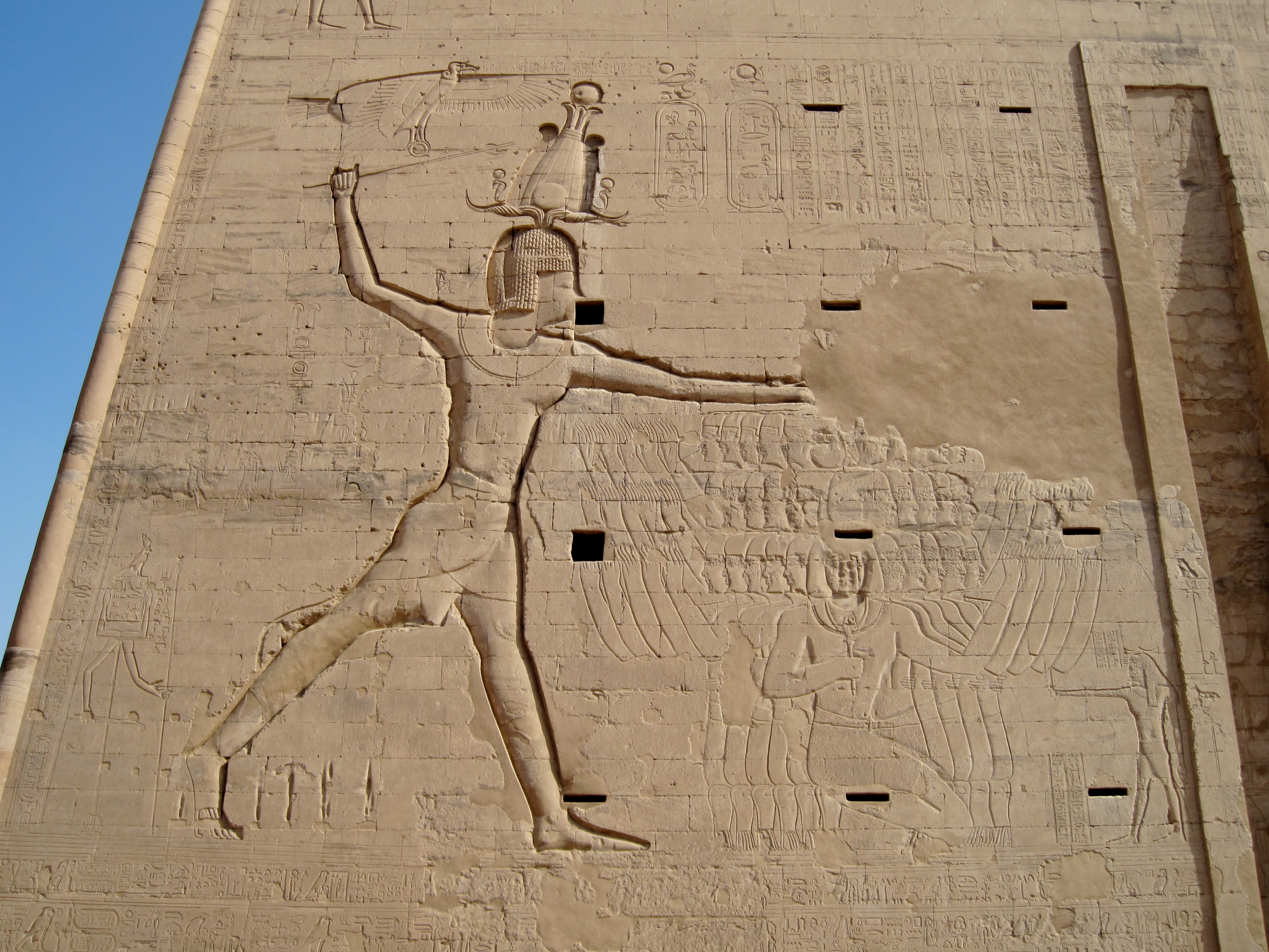
Erschlagen des Feindes (Tempel von Edfu)

Als Erschlagen des Feindes oder Erschlagen der Feinde (im Plural) bezeichnet die Ägyptologie ein bestimmtes Bildprogramm, das in der altägyptischen Kultur zum festen Standard königlicher Relief- und Malereikunst gehörte. Es sollte den ägyptischen König (Pharao) als unbesiegbaren Eroberer und Abwehrer fremdländischer Staaten nebst Bewohnern in idealisierter Form darstellen und repräsentieren. Daher ist das Motiv des „Erschlagens der Feinde“ eher als politische Propaganda zu verstehen.

## Politischer und kultureller Hintergrund
Gemäß dem ägyptischen Glauben galt der Pharao als göttlicher Vermittler zwischen Himmel und Erde, aber auch als Beschützer und Führer seines Reiches. Da ihm generell übernatürliche Eigenschaften zugedacht wurden (zum Beispiel, dass er mit seinem Tode zu den Göttern zurückkehren würde), wollte man die Rolle des Königs als Beschützer unter anderem im Bildprogramm des „Erschlagens der Feinde“ zum Ausdruck bringen. Der König wurde piktografisch als unbesiegbarer Eroberer und Feindabwehrer idolisiert, der es mit jedem fremdländischen Gegner aufnimmt und diesen vertreibt. In frühdynastischer Zeit hatte das Motiv des „Erschlagens der Feinde“ noch einige kultische Hintergründe, die aber mit der darstellerischen Kanonisierung spätestens ab der 3. Dynastie der rein politischen Propaganda wichen. Damit wird offenkundig, dass hier kein historisches Ereignis festgehalten werden sollte, wie früher oft angenommen. Der König wird auch nie wirklich bei der Tötung seines Opfers direkt gezeigt, er posiert lediglich in überlegener, einschüchternder Haltung.
Mit dieser Symbolik in vornehmlich bildlicher Form konnten auch Analphabeten eingeschüchtert oder wenigstens beeindruckt werden, besonders Menschen aus feindlichen Gebieten. Aus diesem Grund finden sich Stelen, Fresken und Pylonen des Alten Ägyptens, die das Motiv des „Erschlagens des Feindes“ zeigen, gehäuft in den damaligen Grenzgebieten, zum Beispiel zu Nubien und Libyen. Damit bestätigt sich der Sinn und Zweck des Motivs als politisches Mittel zur Feindabwehr. Das Motiv erscheint aber auch an Pylonen und in Reliefs von besonders bedeutsamen Tempel- und Palastanlagen, wie zum Beispiel im Karnak-Tempel und Luxor-Tempel. Damit sollte dem eigenen Volk eine Sicherheit vermittelt werden, die nur der Pharao zu gewährleisten vermochte.

## Belege und Darstellungsformen
|                                                        |                                                           |                                          |                                                                         |
| Prunkpalette des Narmer aus Abydos (Rückseite; Detail) | Felsrelief des Sanacht aus dem Wadi Maghara (3. Dynastie) | Sandsteinrelief des Snofru (4. Dynastie) | Thutmosis III. erschlägt seine Feinde (Tempel von Karnak, 18. Dynastie) |

Bereits unter König Narmer (1. Dynastie) findet sich eine der ältesten Darstellungen des „Erschlagens des Feindes“, eingraviert auf der Rückseite der Prunkpalette des Narmer aus Abydos. Schon hier sind erste kanonisierende Elemente enthalten, die dann bildtechnisch in der 3. Dynastie ihre Vollendung finden. Bekannteste Beispiele hierfür sind die Felsenreliefs aus dem Wadi Maghara der Könige Sanacht, Djoser, Sechemchet (allesamt 3. Dynastie) und Snofru (4. Dynastie). Ein bekanntes Beispiel aus späterer Zeit ist das Siegesrelief des Thutmosis III. (18. Dynastie) im Tempel von Karnak, auf welchem der Herrscher gleich eine ganze Gruppe von Feinden erschlägt.
Die Darstellungsweise des „Erschlagens der Feinde“ ist im Grunde genommen stets dieselbe: Der König hält in der aus Sicht des Betrachters linken Hand ein schweres Prunkzepter, mit der rechten Hand hat er einen stolpernden oder knienden Feind bei den Haaren gepackt. Mit der Keule holt der König bereits zum todbringenden Schlag aus. Der Feind kann aufgrund seiner Haar- und Barttracht stets als Asiate identifiziert werden, bis ins Alte Reich bleibt der Feind selbst allerdings namenlos. Der König trägt außerdem einen Dolch im Gurt, dazu einen kurzen Schurz, an dem rückwärtig ein Tierschwanz befestigt ist.
Ebenfalls seit der Prädynastik nachweisbar ist der Umstand, dass das „Erschlagen des Feindes“ stets im Beisein einer Gottheit vollzogen wird, was an das in späterer Zeit (besonders seit Pharao Ramses II., 19. Dynastie) hervortretende Motiv des „Präsentierens der Feinde“ anknüpft. Hier wird der König gezeigt, wie er unterworfene Feinde einem Gott regelrecht darbietet und sie vorführt.